# Xã Rapid River, Quận Lake of the Woods, Minnesota
Xã Rapid River (tiếng Anh: Rapid River Township) là một xã thuộc quận Lake of the Woods, tiểu bang Minnesota, Hoa Kỳ. Năm 2010, dân số của xã này là 12 người.